# 염류
염류(鹽類)는 해수에 녹아있는 여러 가지 성분이다. 바닷물 1000g에 들어있는 염류의 양을 g수로 나타낸 것을 염분이라고 하고 단위는 실용염분단위(psu, practical salinity unit)를 쓴다. 염류 중 가장 많은 것은 짠맛이 나는 염화 나트륨(일명 소금)이고 두 번째로 많은 것은 쓴맛이 나는 염화 마그네슘(일명 간수)이다. 외에 황산 칼슘, 황산 칼륨 등이 있다. 염류가 바닷물 속에 든 양은 바다에 따라 다르지만, 염류 안에서 각 염류들이 이루는 비율은 거의 같은데 이를 염분비 일정의 법칙이라 한다. 염분비 일정의 법칙은 염소: 55%, 나트륨:30.6%, 황산염: 7.7%, 마그네슘: 3.7%, 칼슘: 1.2%, 칼륨: 1.1%이다.